# Óbuda

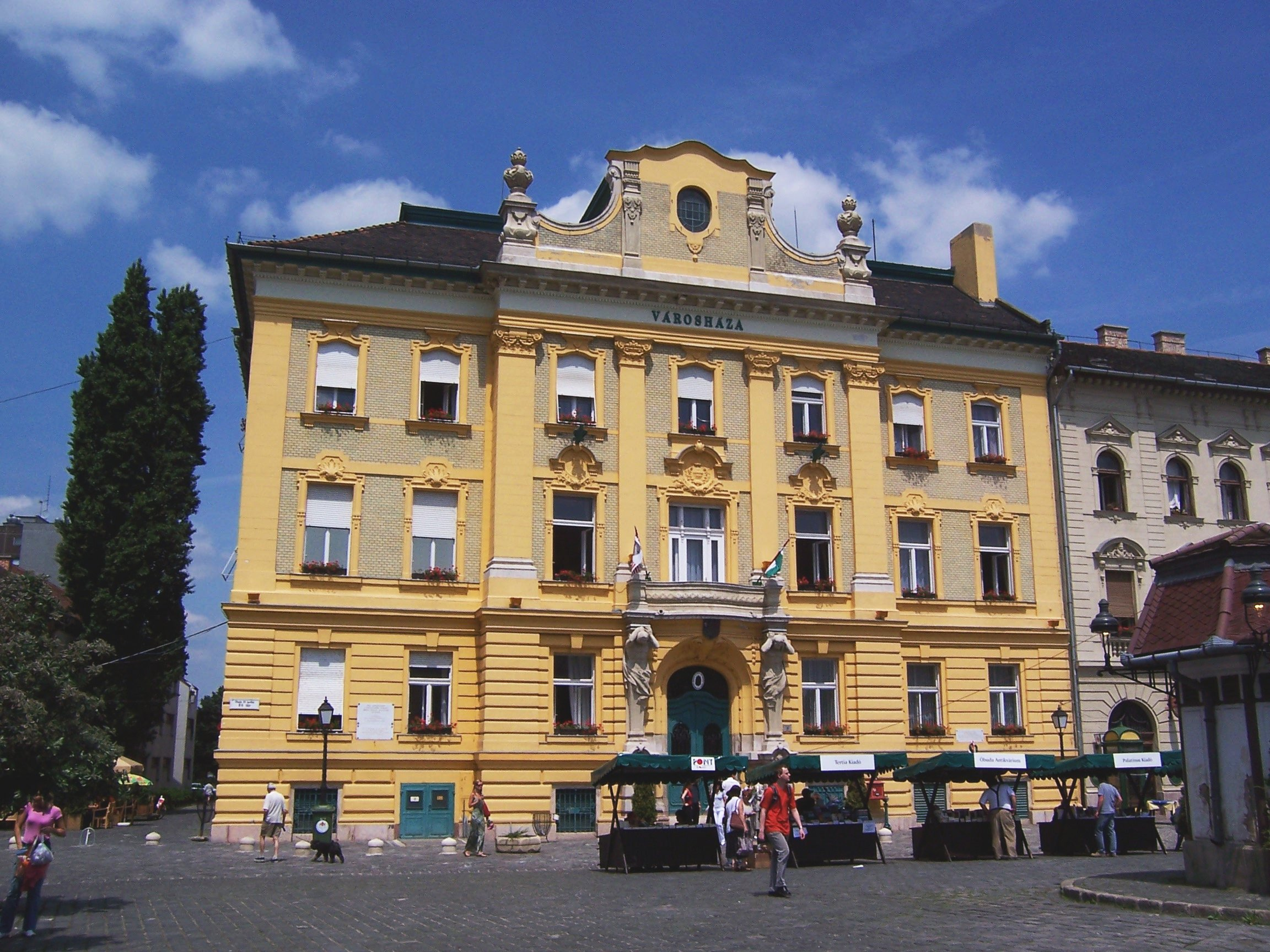
Ayuntamiento de Óbuda, en Budapest.

Óbuda es una de las ciudades históricas que se fusionaron para formar la actual Budapest, capital de Hungría, en 1873. El nombre Óbuda significa "Antigua Buda" en húngaro. El centro de Óbuda es la Fő tér ("plaza mayor"). La isla de Óbuda, cercana a esta parte de la ciudad, alberga en la actualidad el Festival de Sziget, un gran acontecimiento musical y cultural.

## Historia

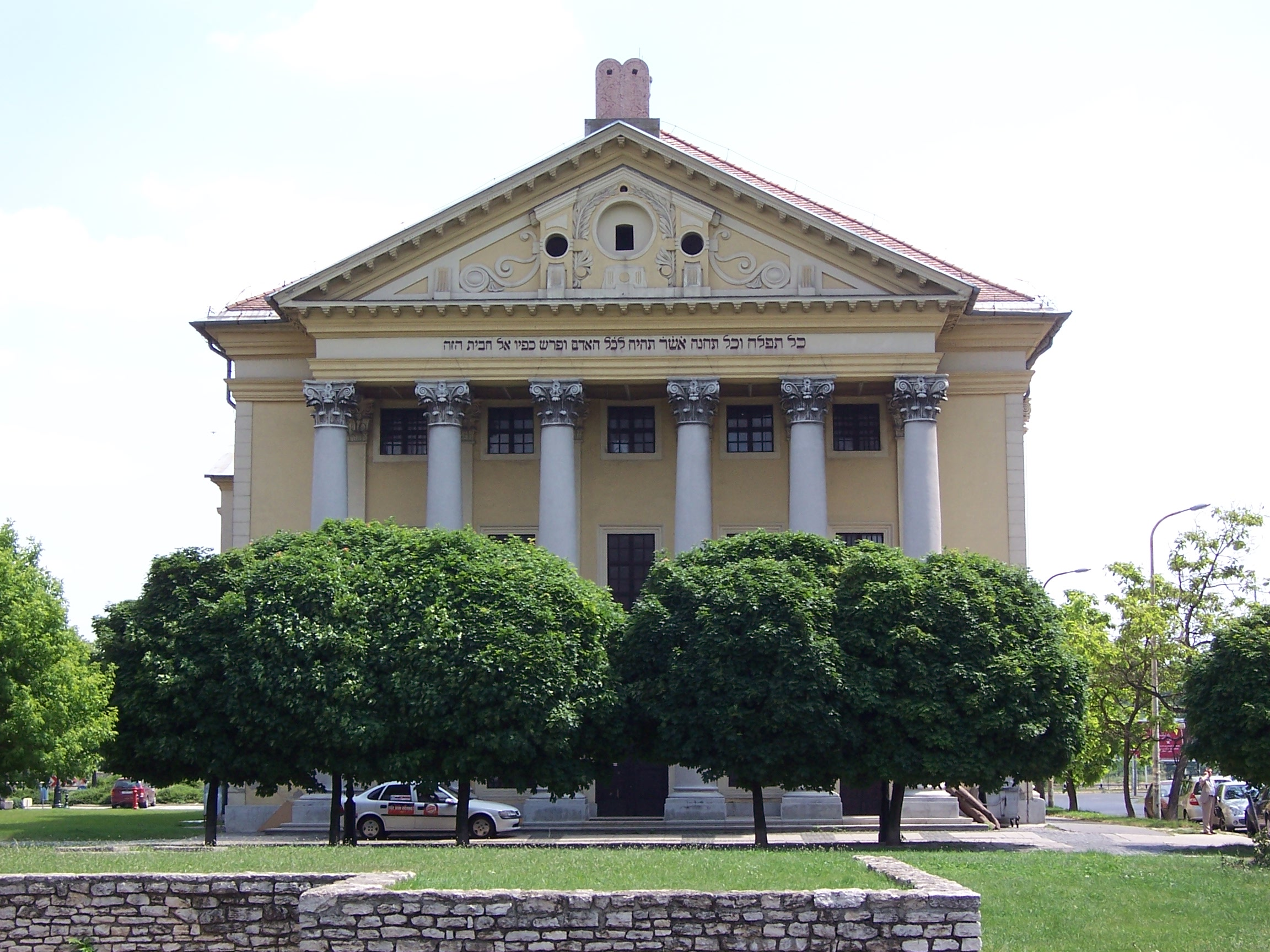
Sinagoga de Óbuda.

En Óbuda se han encontrado asentamientos que datan de la Edad de Piedra. Aquí los romanos construyeron Aquincum, la capital de la provincia de Panonia. Los magiares llegaron a la zona después del año 900, algunos de cuyos principales jefes, que después se convertirían en reyes, la eligieron para asentarse. Béla IV de Hungría reconstruyó aquí la nueva capital después de que la antigua fuera destruida en 1241-1242 por la invasión mongol. El 1 de enero de 1873 se unió a  Buda y a Pest para formar Budapest.